# Litva na Letních olympijských hrách 2000
Litva se účastnila Letní olympiády 2000. Zastupovalo ji 61 sportovců (40 mužů a 21 žen) v 15 sportech.

## Medailisté
| Medaile | Jméno | Sport             | Soutěž                          |
| ------- | --- | ----------------- | ------------------------------- |
| Zlato   | Virgilijus Alekna | Atletika          | Muži hod diskem                 |
| Zlato   | Daina Gudzinevičiūtėová | Sportovní střelba | ženy trap                       |
| Bronz   | Diana Žiliūtė | Cyklistika        | ženy silniční závod jednotlivců |
| Bronz   | Kristina Poplavskaja Birute Šakickienė | Veslování         | ženy dvojskif                   |
| Bronz   | Dainius Adomaitis Guintaras Einikis Audrius Giedraitis Sarunas Jasikevicius Kestutis Marciulonis Tomas Masiulis Darius Maskoliunas Ramunas Siskauskas Darius Songailas Saulius Stombergas Mindaugas Timinskas Eurelijus Zukauskas Mindaugas Zukauskas | Basketbal         | Turnaj mužů                     |